# Oxypetalum ekblomii
Oxypetalum ekblomii är en oleanderväxtart som beskrevs av Gustaf Oskar Andersson Malme. Oxypetalum ekblomii ingår i släktet Oxypetalum och familjen oleanderväxter. Inga underarter finns listade i Catalogue of Life.